# 早期教育
早期教育（そうききょういく）とは、子ども
本人ではなく保護者や国家など大人の意向で、一般よりも年齢を繰り上げて文字や数、外国語、音楽、スポーツなどの教育を開始すること。本項では主に日本の早期教育について述べる。

## 概要
早期教育は、脳が柔軟なうちに子供の知的好奇心を促進し、高い吸収能力や順応能力を持つ幼い間に教育を開始することで脳の活性化を高めれば、「優秀な」人間に育つという理念に基づいている。そのため脳科学や発達心理学と非常に深い関係がある。早期教育によって将来の可能性を広げる、十分な基礎学力を得ることによって落ちこぼれを防ぎ子供の自尊心を高める、年齢や達成度という枠に囚われずに自由に教育を受けることができる、といった利点がある。学習面に限らず、独創性、社会性、情緒性を高めるための教育も含む。
また早期教育はエリート教育、ギフテッド教育と重複する部分もある。
エリート教育
一流といわれる大学・大学院入学を目指す教育指針であるとともに、トップ・アスリートや一流の音楽家になるための訓練にも行われる。早期教育より目標達成に重きを置く。
ギフテッド教育
ギフテッドと診断された子供用に開発された特別支援教育の一種である。

## 早期教育の種類
様々な種類があるが、日本では早期教育と言うと、主に「超早期教育」と「幼児・就学前教育」を指すことが多い。
超早期教育
脳に刺激を与えるような活動を通じて行う胎児や乳児の教育
幼児教育・就学前教育
小学校に就学する前に文字の読み書き、計算、外国語などの教育を施すこと。子供にとって親の読み聞かせや遊びも教育であるが、そのような日常生活の体験を通して自然に覚える文字や数の概念（体験認知型）ではなく、市販の教材や幼児教室で暗記して獲得した知識（パターン認知型）を指す。とくに乳児の時から英語環境に浸らせたり、小学校の教科に英語を加えるなど、英語については早期英語教育と言う。
早期就学
諸外国では、小学校の就学年齢を標準よりも1年程度早くしたり遅くしたりする制度を持つ学校もある。早めるだけでなく、入学を遅らせたり、早期就学しても原級留置するなど必ずしも進級という一方向を向いているわけではない。
飛び級・飛び進学
学年制の学校で、正規の進級よりも早期に上級学年に移行すること。単純に生徒を上の学年に移すだけであるため、学校・教師側の負担は少ない方法である。
早修
学年は同じままで、より高度な内容を学習する。飛び級と違って得意分野も苦手分野も上のレベルで学ぶというわけではないため、学校・教師側にとってはカリキュラムを立てる作業が増えるが、生徒にとっては負担が少ない。また学習面では進んでいても、身体面・精神面は同年齢と似たレベルにある子供にも適している。ワークショップ方式では子供一人一人が自分の能力レベルに合った読書・読解問題や計算問題を解かせる。エンリッチメント方式では先に進む学力のある教科について、他の教室で指導を受けたり、別の課題を与えたり、宿題の量や質を変えるなどして対応する。

## 早期教育を導入する家庭
一口に早期教育と言っても、導入する保護者の目的や実践内容は様々である。積極的に早期教育を取り入れるのは以下のような動機が背景にある。
- 乳幼児の脳の柔軟性・吸収性・許容量が膨大あるいは限りなく無限大であるという考えが根底にあり、常に知的刺激を与えるなど環境を整えることによって、個人の持つ能力を最大限に引き出したい。早期教育を受けないために後で差が出て後悔したくはない。
- 「三つ子の魂百まで」に象徴されるような、絶対音感や外国語のネイティブ並みの発音は幼い時期にしか獲得できない（必要のない能力は淘汰される）という臨界期説がある。臨界期終了（3、8、12歳がよく挙げられる）までに教育を開始しなければ、伸びるはずだった可能性を失ってしまう。
- 小学校1年というのは集団生活を開始するのに適した年齢であり、勉強はもっと早くから教えられる。
- 早期に始めれば飲み込みが早く、優等な成績を収め、難関試験や検定試験にも合格することができ、子供の自信につながる。
- これからの時代を生き残るために不可欠なスキル（例えば英語の第二公用語化に見られるような英語力）を身につけるために必要な訓練である。

## 早期教育が流行する要因
早期教育は江戸時代やそれ以前にも存在していた。教育者である親自身が手ほどきしたり、親戚や知人のもとで将来就くであろう職業に関わる教養や訓練、または躾として幼少より学問を修めさせていた。また神童とみなされた者が教育者のもとに預けられることもあった。
明治時代に年齢を基本にする学年制が確立し、義務教育機関における早期教育はなくなった。1990年代になって早期教育が加熱し始めたのは以下のような要因があるとみられる。
1. 民間企業が戦略として早期教育産業に参入
2. メディアによる早期教育の紹介
3. 少子化で子供一人にかける期待と費用の増加[1]
4. ゆとり教育に対する危機感とその解決法としての先取り教育
5. 親が自己の育児能力・指針に対して自信喪失
6. 親が子育てによる自己実現・生き直しを求めている
7. 臨界期など脳の発達研究の進度と興味の増大
8. 受験準備の低年齢化

東京大学教育人間学教授の汐見稔幸は、中央教育審議会において自信喪失と企業戦略の二点を主な要因に挙げている。
汐見によると、社会や育児環境の変化で「こうやっておけば大丈夫」と子供を放っておける時代はとうの昔に終わっており、また親自身も放任された世代ではないため、積極的に育児参加・教育指導をするべきだと考えている。しかし時代の流れが速く選択の幅が広い現代社会では確固とした育児目標が持てない親は、ガイドラインを失い不安な状態に在る。自己の育児能力に対する自信を喪失しており、親が育児の「先生」を必要としている状態である。
親の先生代わりとして登場したのが、育児のノウハウを作り上げ教育産業へ進出した民間企業であり、早期教育論や右脳・左脳論を掲げる出版・メディア業界である。知育教育に関して「これだけやっておけば大丈夫」という安心感を親に与えるだけでなく、健康・躾・情緒の発達、また親の悩みといった面まで、常に情報不足を感じている親のニーズを上手くすくいあげ、ビジネス・チャンスにしている。受験を経験した世代である親は、短期間で効率的に成し遂げるという早期教育に共鳴しがちである。とくに公文式や進研ゼミは受講経験のある親が多く、安心感を与える。

## 早期教育に対する批判
年齢に固執せずに次々と課程を進むのが早期教育の最大の利点であるが、特に乳児・幼児・小学校低学年など小さい子供には無駄、弊害があるという説もある。2007年の時点では、まだ早期教育は実験段階であり、十分なサンプルを得た科学的な調査結果、長期に渡った研究結果が出ていない。
批判は主に次の四種の主張に分かれる。
1.有効性に対する科学的な観点からの批判
- 早期教育によって知能指数（IQ）が高くなるとうたう例が見られるが、それは知能指数を測定する検査が練習によって成績をあげることができるからであって、知能が実際に伸びることとは別問題である。また知能指数は、同年齢の平均との差異を示すものなので、幼児においては特に、早期教育によって訓練された者とそうでない者との差が大きくつくことがある。しかし、早期教育によって幼児期に高い知能指数を示したとしても、同年齢の者が教育を受けた後の青年期には平均的な知能指数に落ち着くことが多い。

2.「子供への悪影響」を危惧する立場からの批判
- 十分な認識力や判断力などが育つ以前に、文字や数だけを取り出して概念的な認識の獲得をさせようという知育に偏る教育は、「総合的な学習」に反するものである。心身の発達年齢に伴った訓練や教育を施し、子供が興味を持って自発的に学ぶのが幼稚園という環境であるが、早期教育熱は幼稚園の教育方針を混乱させる。
- 乳幼児には文字・数字は余計な情報で、脳は自分の行動に伴う知覚、意思、運動機能を通して活性化していく。統合能力の発達には「本物」に触れることが大切である。 昔の早期教育は将来の職場となる場所で現場経験を積むことであった。知育トレーニングやドリルなど「本物」からかけ離れた場所には、「本物」を通して得るものが欠けている。
- 早期教育で年齢相当の学習内容を終えてしまっている子供は学校の授業が退屈で、浮きこぼれ状態になってしまうと危惧されている。
- 2007年8月に発表されたワシントン大学の研究によれば、毎日早期教育ビデオを1時間視聴する乳児は全く視聴しない乳児に比べて習得言語数が6〜8語減っており、早期教育ビデオに効果はなくむしろ弊害のある可能性が指摘された。論文で指摘を受けたビデオの一つ、『ベビー・アインシュタイン』を制作販売しているディズニーのCEOロバート・アイガーは、ワシントン大学の学長宛てに「誤解を招き、名誉を傷つける無責任な論文」であるとして撤回を求める文書を送っている。
- ジャーナリストの保坂展人は、早期教育の広告塔となっていた「優秀児」「天才児」のその後を調査し、彼らのうちの何人かは、思春期になってから親の言いなりだった子ども時代に疑問を持ち、精神的・身体的苦痛を感じていたと報告している。

3.「親子関係への悪影響」を危惧する立場からの批判
- 子供が本当に早期教育をやりたがっているのか。やりたがらないことを無理にさせる影響はないのか。
- 子供の順応性は高く、親に愛されたいという願望も強い。早期教育を受けた子供は忠実に言われたことをやり遂げる「いい子」である。 この過剰適応が問題で、幼小の頃から本音を抑え、親に気に入られることを優先にすると、自由な感情表現や欲望のコントロールの訓練をする機会が減ってしまう。それ故、思春期に達した時や社会に出た時に、訓練不足の子供がいじめ、不登校、性の問題に直面した時に上手く乗り越えていけるのか。
- 刺激に応えて子供がどんどん学ぶことは大変好ましい。しかし「大人の評価」「親の価値観」が侵入してくることが問題である。検定試験合格やトロフィーなどを勲章のように並べて、子供に無言のプレッシャーを与えているのではないか。過度の期待は子供のストレスを増大させる。親は自分の不安をまぎらわすために、親自身が達成できなかったことを子供に実行させようとしているのではないか。早期教育の教室で他の子供に「負けた」時も親は冷静でいられるのか。
- ブログやウェブサイトを含むメディアには親の不安感・焦燥感を煽るものがある。その中には、背後に早期教育関連業者や特定個人の利益が絡んでいるケースもある。煽り文句に踊らされ、情報に左右されている親が与える教育で子供の信頼を十分に得ることができるのか。
- 親子の愛着関係が重要な時期に、厳しい訓練や練習を強制されたことで、子どもに情緒障害が起きた例がある。また、熱心に早期教育を行ったものの、子どもが期待通りの結果を出さなかったことで親が情緒的に不安定になる例も少なくない。

4.「社会への悪影響」を危惧する立場からの批判
- 幼児教室は監督する官庁がないため、実体が把握できない。正確な教室数、教育内容やその効果もわからない。